# Cascades de Ravana
Les Cascades de Ravana (en singalès රාවණා ඇල්ල, romanitzat Ravana Ella) és una atracció turística popular a la província d'Uva a Sri Lanka. Actualment, es classifica com una de les caigudes més àmplies del país.

## Descripció
Aquesta cascada fa aproximadament 25 m d'alçada i cau des d'un aflorament rocós còncau de forma ovalada. Durant l'estació humida local, la cascada es converteix en el que es diu que sembla una flor d'areca amb pètals marcits. Però aquest no és el cas a l'estació seca, on el cabal d'aigua es redueix dràsticament. Les cascades formen part del santuari de vida salvatge de Ravana Ella i es troben a 6 km de l'estació de tren local d'Ella.

## Llegenda
Les cascades han rebut el nom del llegendari rei Ravana, que està connectat amb la famosa èpica índia, el Ramayana. Segons la llegenda, es diu que Ravana (que en aquell moment era el rei de Lanka) havia segrestat la princesa Sita, i l'havia amagada a les coves darrere d'aquesta cascada, ara simplement coneguda com la cova de Ravana Ella. Es diu que el motiu del segrest va ser per venjar-se del fet que Rama (marit de Sita) i el seu germà Laxmana van tallar el nas de la seva germana. En aquell moment, la cova estava envoltada de boscos densos enmig de la naturalesa salvatge. També es creu que la reina de Rama es banyava en un estany que acumulava l'aigua que queia d'aquesta cascada.